# Five Dollars a Day
Five Dollars a Day, egentligen $5 a Day, är en amerikansk film från 2008 i regi av Nigel Cole.

## Handling
Flynn får sparken när ett tidigare fängelsestraff blir känt, hans flickvän flyttar ut på grund av hans bortförklaringar och hans far kallar honom till Atlantic City med en berättelse om elakartad cancer. Flynn gillar inte sin far, som orsakat hans fängelsestraff. Fadern får ändå med honom på en resa genom USA via familjeminnen mot New Mexico där en experimentell behandling väntar.

## Om filmen
Filmen spelades in den 10 september–4 oktober 2007 i Albuquerque, Atlantic City, Jenkintown, Moriarty och Philadelphia. Den hade världspremiär den 15 maj 2008 vid filmfestivalen i Cannes.

## Rollista
- Christopher Walken – Nat Parker
- Alessandro Nivola – Ritchie Flynn Parker
- Sharon Stone – Dolores Jones
- Dean Cain – Rick Carlson
- Peter Coyote – Burt Kruger
- Amanda Peet – Maggie
- Luis Avalos – Martinez

### Webbkällor
- Five Dollars a Day på Internet Movie Database (engelska)